# 2018年足球
请参看：
- 戊戌年（狗年）
- 2018年电影
- 2018年文学
- 2018年音乐
- 2018年体育
- 2018年电视

以下記載著2018年世界各地有關足球的重要事件，包括曾經發生過的大事和國際性賽事、各地聯賽及盃賽冠軍、球員獎項、退役名將以及逝世球員。

## 大事紀

### 四月至六月
- 4月27日：美国國家大學體育協會于3月份提交了一份建议，提议将世界杯计时制度改为「计时停表制」，即只将场上时间计入比赛时间。[1]
- 6月14日，第21届世界杯足球赛在俄罗斯首都莫斯科开幕。

### 七月至九月
- 7月10日：費蘭度·托利斯加入日本J聯盟鳥栖砂岩隊。[2]
- 7月15日：法國擊敗克羅地亞，奪得2018年世界杯冠軍。[3]

## 著名退役球員
- 罗纳尔迪尼奥
- 德罗巴
- 卡里克
- 約翰·泰利
- 祖·高爾
- 默特萨克
- 罗比·基恩
- 莫塔
- 马克斯
- 雲達華治

## 逝世

### 一月至三月
- 1月3日：邁克·麥卡特尼（英语：Mike McCartney (footballer)），63歲，蘇格蘭足球運動員（卡莱尔联、普利茅斯、南安普顿）。[4]
- 1月8日：胡安·卡洛斯·加西亞（英语：Juan Carlos García (Honduran footballer)），29歲，洪都拉斯足球員（馬拉松（英语：C.D. Marathón）、奧林比亞、洪都拉斯國家隊），白血病。[5]
- 1月22日：占美·岩菲路（英語：Jimmy Armfield），82歲，英格蘭足球員，癌症。[6]
- 3月4日：戴維德·阿斯托里（義大利語：Davide Astori），31歲，意大利足球員，心臟病。[7]

### 十月至十二月
- 11月20日：迪特馬爾·施瓦格（英语：Dietmar Schwager），78歲，德國足球運動員（凯泽斯劳滕）[8]
- 11月30日：丁国梁，23岁，中国足球运动员（陕西长安竞技），癌症。[9]
- 11月22日：萊恩·坎貝爾（英语：Len Campbell），71歲，蘇格蘭足球運動員（鄧巴頓）。[10]
- 11月22日：安杰伊·菲舍尔（英语：Andrzej Fischer），66岁，波兰足球运动员。[11]